# Saint-Geniès-Bellevue
Pour les articles homonymes, voir Saint-Geniès.
Saint-Geniès-Bellevue [sɛ̃ ʒənjɛs bɛlvy] est une commune française située dans le nord-est du département de la Haute-Garonne en région Occitanie.
Sur le plan historique et culturel, la commune est dans le Pays toulousain, qui s’étend autour de Toulouse le long de la vallée de la Garonne, bordé à l’ouest par les coteaux du Savès, à l’est par ceux du Lauragais et au sud par ceux de la vallée de l’ Ariège et du Volvestre. Exposée à un climat océanique altéré, elle est drainée par le ruisseau de Carles, le ruisseau de Pichounelle et par divers autres petits cours d'eau. La commune possède un patrimoine naturel remarquable composé d'une zone naturelle d'intérêt écologique, faunistique et floristique.
Saint-Geniès-Bellevue est une commune urbaine qui compte 2 492 habitants en 2022, après avoir connu une forte hausse de la population depuis 1962. Elle est dans l'agglomération toulousaine et fait partie de l'aire d'attraction de Toulouse. Ses habitants sont appelés les Saint-Genisois ou  Saint-Genisoises.
Le patrimoine architectural de la commune comprend un immeuble protégé au titre des monuments historiques : le château de Saint-Geniès, inscrit en  1949 puis en 1988.

## Géographie

### Localisation
La commune de Saint-Geniès-Bellevue se trouve dans le département de la Haute-Garonne, en région Occitanie.
Elle se situe à 9 km à vol d'oiseau de Toulouse, préfecture du département, et à 3 km de Pechbonnieu, bureau centralisateur du canton de Pechbonnieu dont dépend la commune depuis 2015 pour les élections départementales.
La commune fait en outre partie du bassin de vie de Toulouse.
Les communes les plus proches sont : 
Saint-Loup-Cammas (1,6 km), Saint-Jean (2,5 km), Launaguet (2,5 km), Lapeyrouse-Fossat (2,6 km), Pechbonnieu (2,8 km), L'Union (3,0 km), Montberon (3,6 km), Castelmaurou (3,7 km).
Sur le plan historique et culturel, Saint-Geniès-Bellevue fait partie du pays toulousain, une ceinture de plaines fertiles entrecoupées de bosquets d'arbres, aux molles collines semées de fermes en briques roses, inéluctablement grignotée par l'urbanisme des banlieues.
Saint-Geniès-Bellevue est limitrophe de six autres communes.
Les communes limitrophes sont  Castelmaurou, L'Union, Lapeyrouse-Fossat, Launaguet, Saint-Jean et Saint-Loup-Cammas.
|           | Saint-Loup-Cammas     | Lapeyrouse-Fossat |
| Launaguet | Saint-Geniès-Bellevue | Castelmaurou      |
|           | L'Union               | Saint-Jean        |

### Géologie et relief
La superficie de la commune est de 378 hectares ; son altitude varie de 142  à   214 mètres.

### Hydrographie

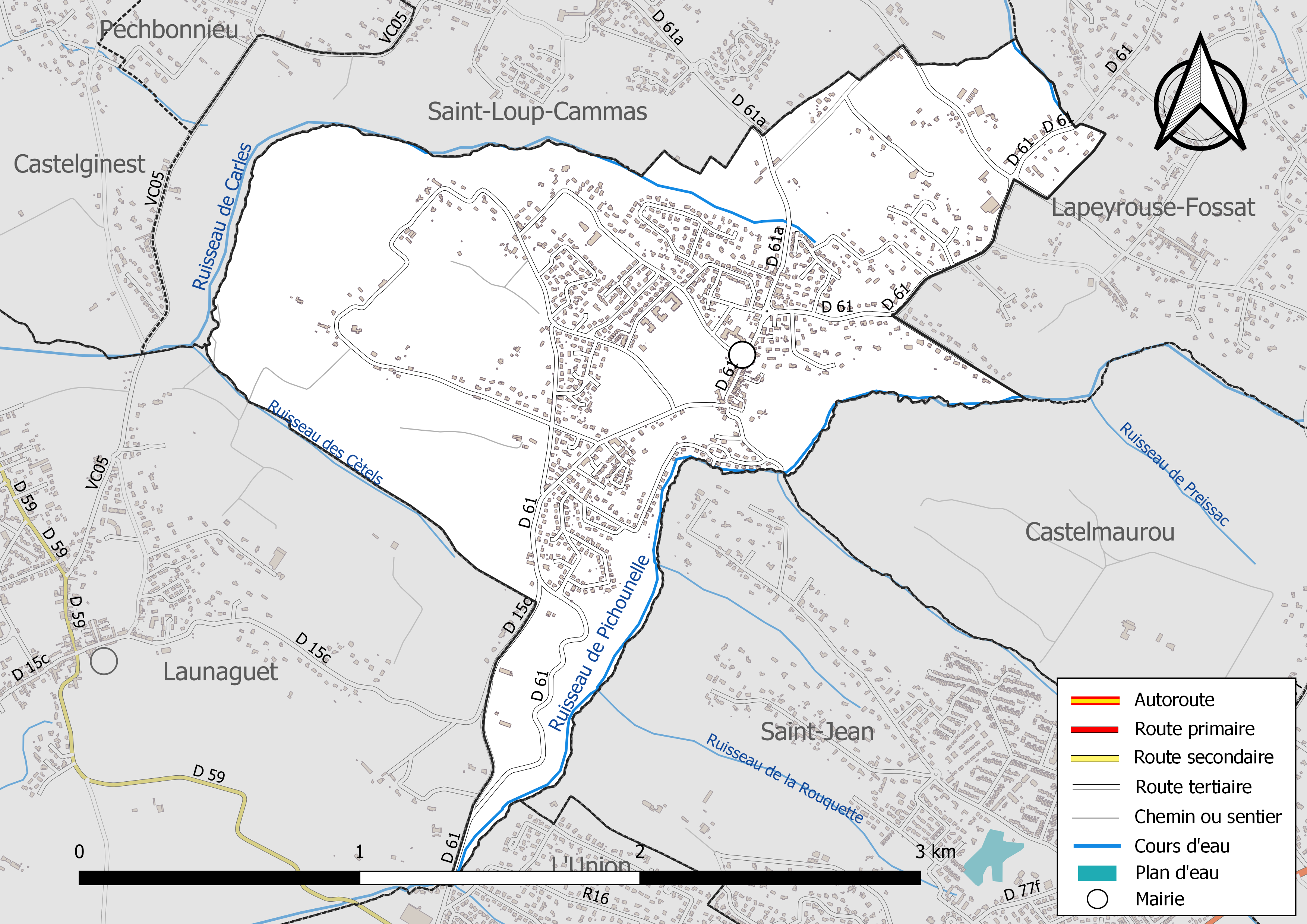
Réseaux hydrographique et routier de Saint-Geniès-Bellevue.

La commune est dans le bassin de la Garonne, au sein du bassin hydrographique Adour-Garonne. Elle est drainée par le ruisseau de Carles, le ruisseau de Pichounelle, le ruisseau de Bollac, le ruisseau de la Rouquette, le ruisseau de la Rouquette, le ruisseau des Cètels et par un petit cours d'eau, constituant un réseau hydrographique de 5 km de longueur totale,.

### Climat
Pour des articles plus généraux, voir Climat de l'Occitanie et Climat de la Haute-Garonne.
En 2010, le climat de la commune est de type climat du Bassin du Sud-Ouest, selon une étude s'appuyant sur une série de données couvrant la période 1971-2000. En 2020, Météo-France publie une typologie des climats de la France métropolitaine dans laquelle la commune est exposée à un climat océanique altéré et est dans la région climatique Aquitaine, Gascogne, caractérisée par une pluviométrie abondante au printemps, modérée en automne, un faible ensoleillement au printemps, un été chaud (19,5 °C), des vents faibles, des brouillards fréquents en automne et en hiver et des orages fréquents en été (15 à 20 jours).
Pour la période 1971-2000, la température annuelle moyenne est de 13,2 °C, avec une amplitude thermique annuelle de 16,1 °C. Le cumul annuel moyen de précipitations est de 732 mm, avec 9,4 jours de précipitations en janvier et 5,4 jours en juillet. Pour la période 1991-2020, la température moyenne annuelle observée sur la station météorologique la plus proche, située à Blagnac à 9 km à vol d'oiseau, est de 14,2 °C et le cumul annuel moyen de précipitations est de 627,0 mm,. Pour l'avenir, les paramètres climatiques de la commune estimés pour 2050 selon différents scénarios d'émission de gaz à effet de serre sont consultables sur un site dédié publié par Météo-France en novembre 2022.

### Milieux naturels et biodiversité

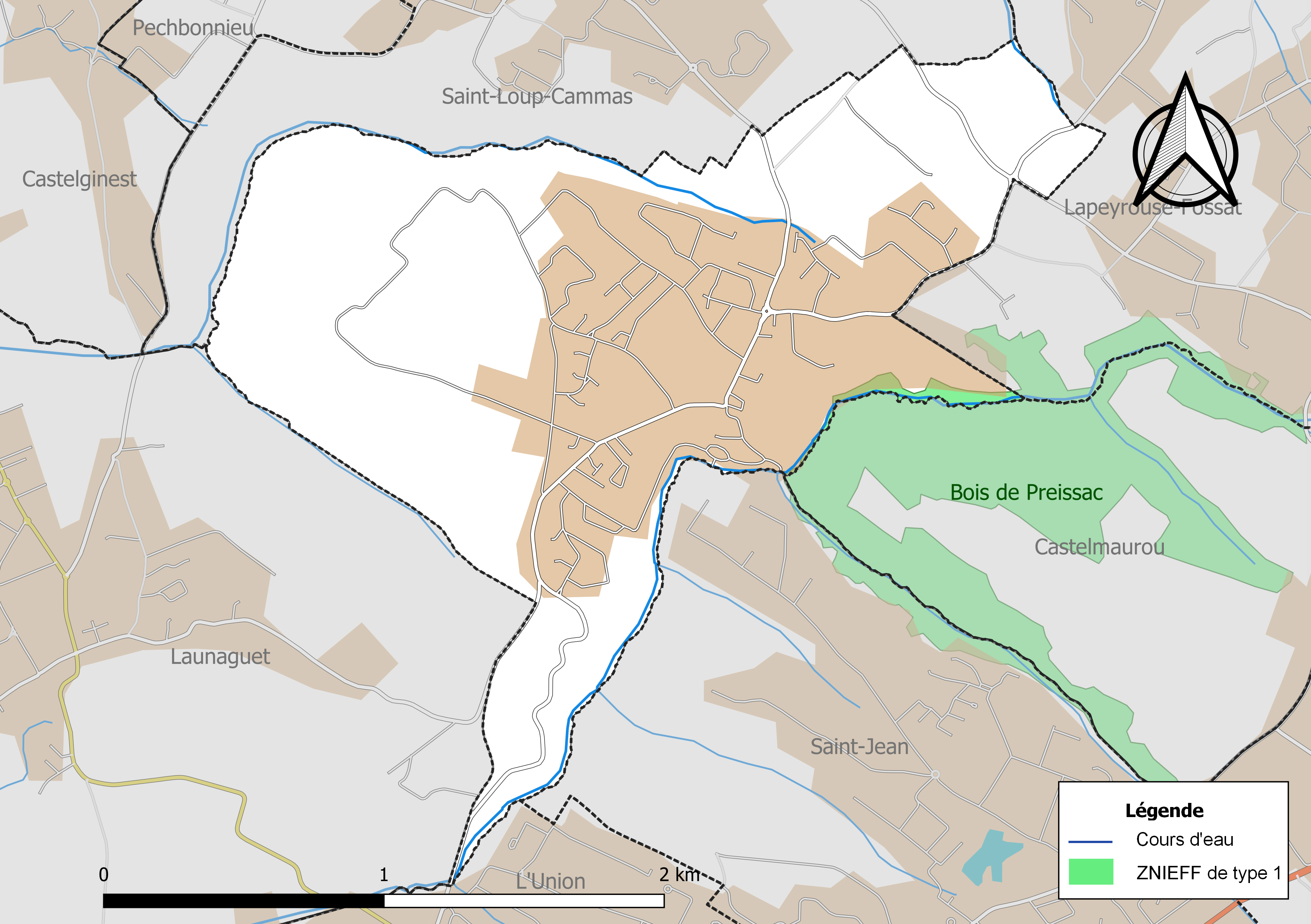
Carte de la ZNIEFF de type 1 localisée dans la commune.

L’inventaire des zones naturelles d'intérêt écologique, faunistique et floristique (ZNIEFF) a pour objectif de réaliser une couverture des zones les plus intéressantes sur le plan écologique, essentiellement dans la perspective d’améliorer la connaissance du patrimoine naturel national et de fournir aux différents décideurs un outil d’aide à la prise en compte de l’environnement dans l’aménagement du territoire.
Une ZNIEFF de type 1 est recensée dans la commune :
le « bois de Preissac » (107 ha), couvrant 4 communes du département.

## Urbanisme

### Typologie
Au 1er janvier 2024, Saint-Geniès-Bellevue est catégorisée ceinture urbaine, selon la nouvelle grille communale de densité à sept niveaux définie par l'Insee en 2022.
Elle appartient à l'unité urbaine de Toulouse, une agglomération inter-départementale regroupant 81  communes, dont elle est une commune de la banlieue,,. Par ailleurs la commune fait partie de l'aire d'attraction de Toulouse, dont elle est une commune de la couronne,. Cette aire, qui regroupe 527 communes, est catégorisée dans les aires de 700 000 habitants ou plus (hors Paris),.

### Occupation des sols

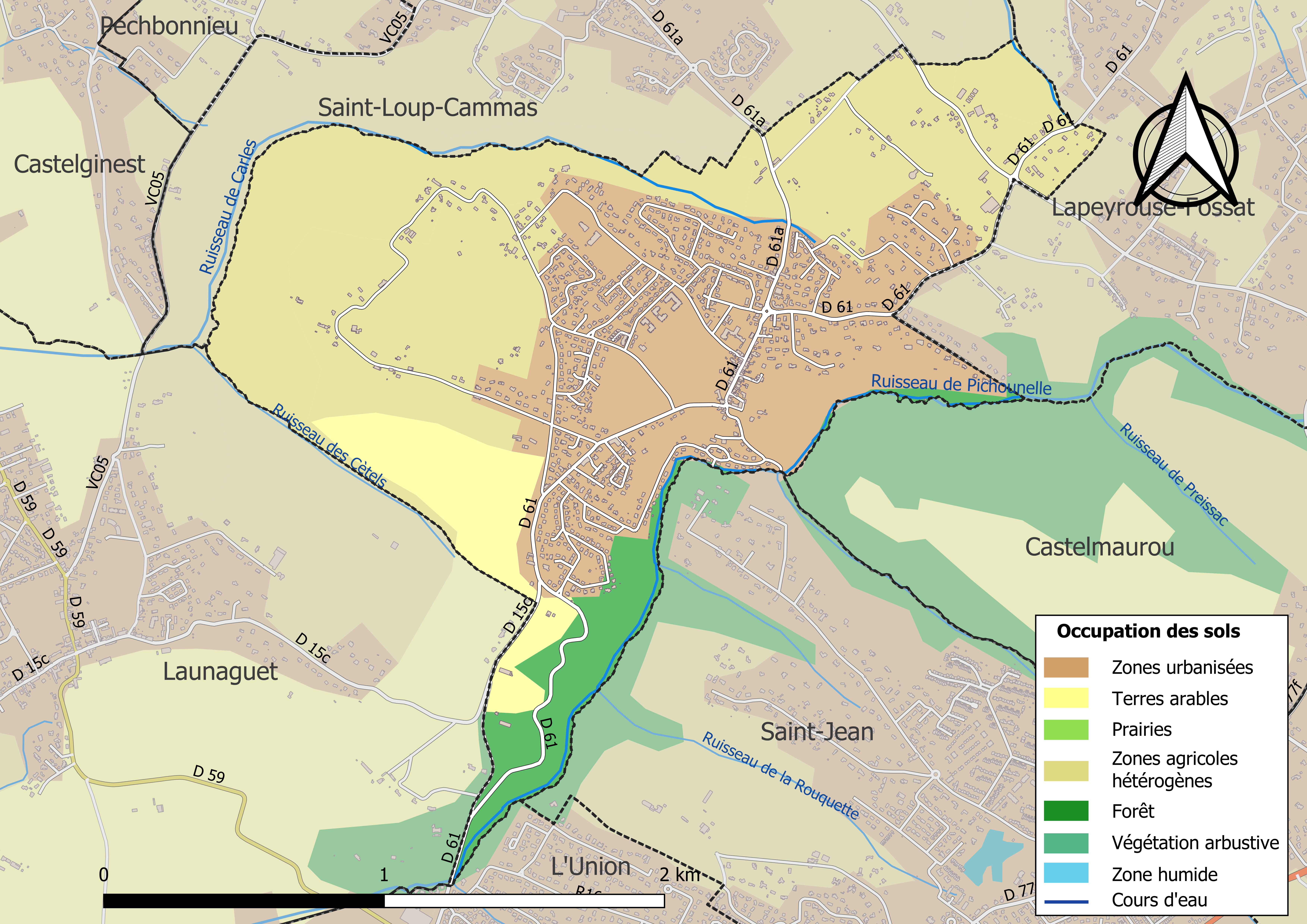
Carte des infrastructures et de l'occupation des sols de la commune en 2018 (CLC).

L'occupation des sols de la commune, telle qu'elle ressort de la base de données européenne d’occupation biophysique des sols Corine Land Cover (CLC), est marquée par l'importance des territoires agricoles (55,5 % en 2018), en diminution par rapport à 1990 (68,5 %). La répartition détaillée en 2018 est la suivante : 
zones agricoles hétérogènes (47,8 %), zones urbanisées (37,8 %), terres arables (7,7 %), forêts (6,7 %). L'évolution de l’occupation des sols de la commune et de ses infrastructures peut être observée sur les différentes représentations cartographiques du territoire : la carte de Cassini (XVIIIe siècle), la carte d'état-major (1820-1866) et les cartes ou photos aériennes de l'IGN pour la période actuelle (1950 à aujourd'hui).

### Voies de communication et transports
La ligne 33 du réseau Tisséo relie le centre de la commune à la station Argoulets du métro de Toulouse depuis Bruguières, et la ligne 354 du réseau Arc-en-Ciel relie le centre de la commune à la gare routière de Toulouse depuis Buzet-sur-Tarn.

### Risques majeurs
Le territoire de la commune de Saint-Geniès-Bellevue est vulnérable à différents aléas naturels : météorologiques (tempête, orage, neige, grand froid, canicule ou sécheresse) et séisme (sismicité très faible). Un site publié par le BRGM permet d'évaluer simplement et rapidement les risques d'un bien localisé soit par son adresse soit par le numéro de sa parcelle.

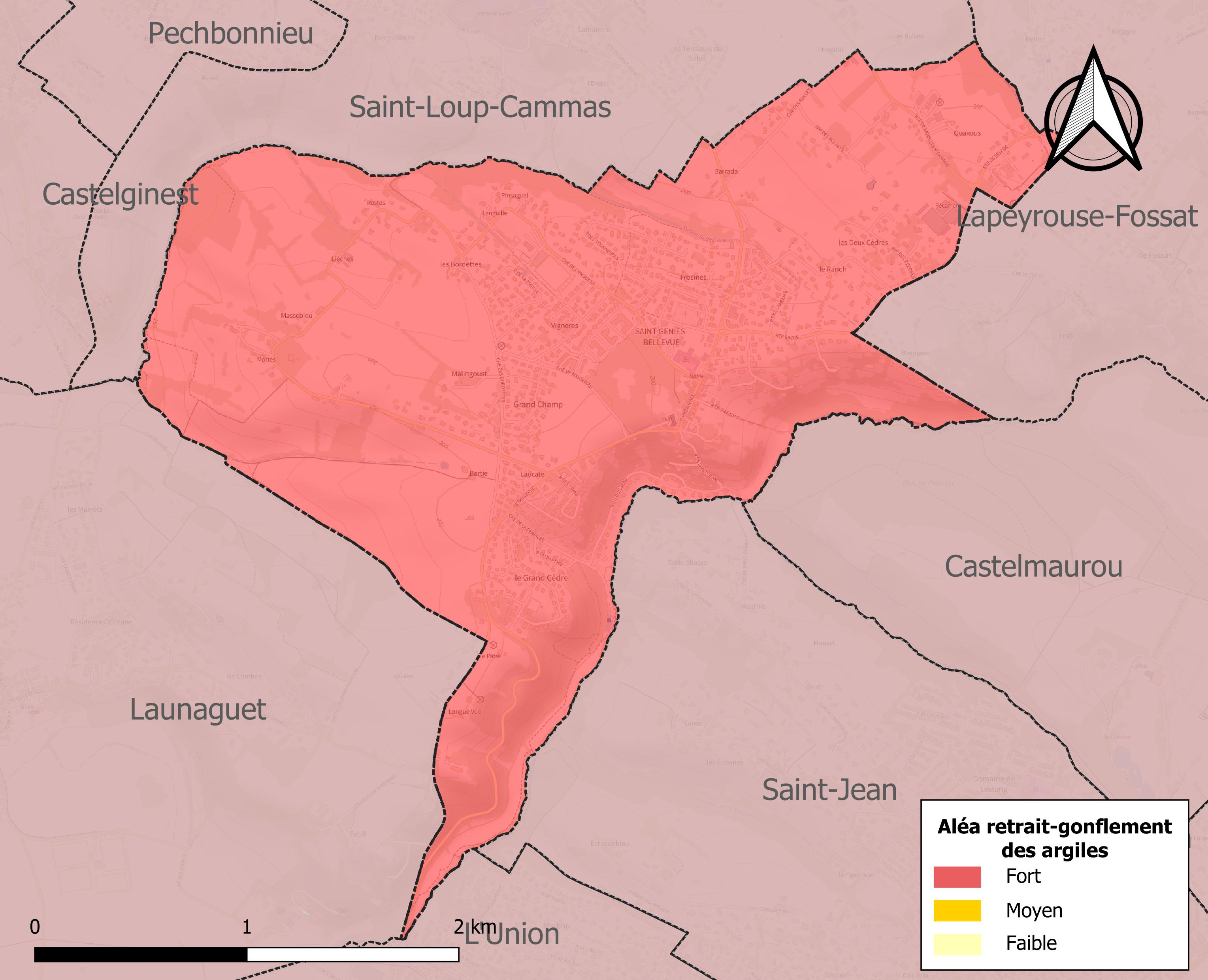
Carte des zones d'aléa retrait-gonflement des sols argileux de Saint-Geniès-Bellevue.

Le retrait-gonflement des sols argileux est susceptible d'engendrer des dommages importants aux bâtiments en cas d’alternance de périodes de sécheresse et de pluie. La totalité de la commune est en aléa moyen ou fort (88,8 % au niveau départemental et 48,5 % au niveau national). Sur les 876 bâtiments dénombrés dans la commune en 2019, 876 sont en aléa moyen ou fort, soit 100 %, à comparer aux 98 % au niveau départemental et 54 % au niveau national. Une cartographie de l'exposition du territoire national au retrait gonflement des sols argileux est disponible sur le site du BRGM,.
Par ailleurs, afin de mieux appréhender le risque d’affaissement de terrain, l'inventaire national des cavités souterraines permet de localiser celles situées dans la commune.
Concernant les mouvements de terrains, la commune a été reconnue en état de catastrophe naturelle au titre des dommages causés par la sécheresse en 1989, 1991, 1998, 2002, 2003, 2011, 2016, 2017, 2019 et 2020 et par des mouvements de terrain en 1999.

## Histoire
Le village est mentionné dès l'époque médiévale.
Au XVIe siècle, il entre dans le patrimoine de la famille Bertier (ou Berthier).
Au XVIIIe siècle, il est acquis par la famille de Lassus qui en prend le nom.

### Héraldique
| Saint-Geniès-Bellevue | Son blasonnement est : De gueules aux trois tours d'argent. |

## Politique et administration

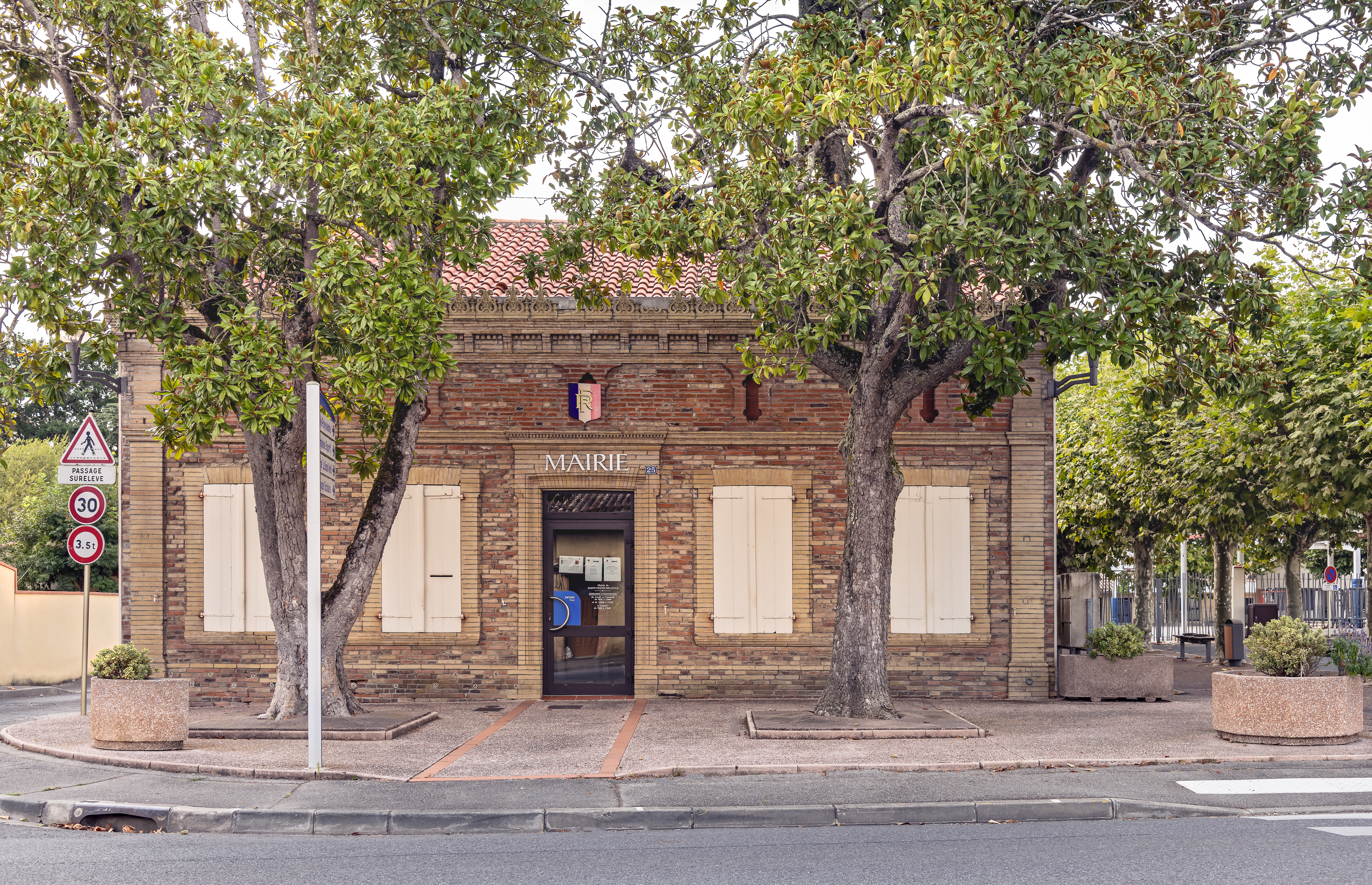
La mairie

### Administration municipale
Le nombre d'habitants au recensement de 2011 étant compris entre 1 500 habitants et 2 499 habitants, le nombre de membres du conseil municipal pour l'élection de 2014 est de dix neuf,.

### Rattachements administratifs et électoraux
Commune faisant partie de la deuxième circonscription de la Haute-Garonne de la communauté de communes des Coteaux-Bellevue et du canton de Pechbonnieu (avant le redécoupage départemental de 2014, Saint-Geniès-Bellevue faisait partie de l'ex-canton de Toulouse-15).

### Liste des maires
| Période        | Période        | Identité       | Étiquette | Qualité                                                                                                   |
| -------------- | -------------- | -------------- | --------- | --- |
| mars 1977      | 1997           | Robert Valette |           | Maire honoraire Démissionnaire                                                                            |
| 1997           | septembre 2012 | Émile Cabrol   |           | Démissionnaire                                                                                            |
| septembre 2012 | juillet 2020   | Jacques Mazeau | DVD       | Retraité de la banque, ancien premier adjoint                                                             |
| juillet 2020   | En cours       | Sophie Lay     | SE        | Ingénieur, responsable transport de satellites 4e vice-présidente de la CC des Coteaux Bellevue (2020 → ) |

## Population et société

### Démographie
L'évolution du nombre d'habitants est connue à travers les recensements de la population effectués dans la commune depuis 1793. Pour les communes de moins de 10 000 habitants, une enquête de recensement portant sur toute la population est réalisée tous les cinq ans, les populations de référence des années intermédiaires étant quant à elles estimées par interpolation ou extrapolation. Pour la commune, le premier recensement exhaustif entrant dans le cadre du nouveau dispositif a été réalisé en 2006.

En 2022, la commune comptait 2 492 habitants, en évolution de +2,3 % par rapport à 2016 (Haute-Garonne : +8,02 %, France hors Mayotte : +2,11 %).
| 1793 | 1800 | 1806 | 1821 | 1831 | 1836 | 1841 | 1846 | 1851 |
| ---- | ---- | ---- | ---- | ---- | ---- | ---- | ---- | ---- |
| 238  | 224  | 247  | 280  | 274  | 274  | 307  | 322  | 332  |

| 1856 | 1861 | 1866 | 1872 | 1876 | 1881 | 1886 | 1891 | 1896 |
| ---- | ---- | ---- | ---- | ---- | ---- | ---- | ---- | ---- |
| 365  | 331  | 303  | 296  | 301  | 286  | 296  | 279  | 278  |

| 1901 | 1906 | 1911 | 1921 | 1926 | 1931 | 1936 | 1946 | 1954 |
| ---- | ---- | ---- | ---- | ---- | ---- | ---- | ---- | ---- |
| 280  | 244  | 236  | 229  | 218  | 226  | 257  | 278  | 374  |

| 1962 | 1968 | 1975  | 1982  | 1990  | 1999  | 2006  | 2011  | 2016  |
| ---- | ---- | ----- | ----- | ----- | ----- | ----- | ----- | ----- |
| 372  | 630  | 1 192 | 1 452 | 1 529 | 1 781 | 2 156 | 2 163 | 2 436 |

| 2021  | 2022  | - | - | - | - | - | - | - |
| ----- | ----- | - | - | - | - | - | - | - |
| 2 502 | 2 492 | - | - | - | - | - | - | - |

| selon la population municipale des années : | 1968 | 1975 | 1982 | 1990 | 1999 | 2006 | 2009 | 2013 |
| Rang de la commune dans le département      | 114  | 77   | 81   | 85   | 91   | 87   | 91   | 96   |
| Nombre de communes du département           | 592  | 582  | 586  | 588  | 588  | 588  | 589  | 589  |

### Enseignement
Saint-Geniès-Bellevue fait partie de l'académie de Toulouse.
L'éducation est assurée par la maternelle Augustin-Gleyses et primaire.

### Santé
Docteurs, infirmières, kinésithérapeute, pharmacie,

### Culture et festivité
Médiathèque, salle polyvalente, cinéma, foyer rural et de nombreuses associations sont présentes dans la commune.

### Sports
Club de rugby à XV l'entente de la vallée du Girou XV, tennis, dojo, judo, football,

### Écologie et recyclage
La collecte et le traitement des déchets des ménages et des déchets assimilés ainsi que la protection et la mise en valeur de l'environnement se font dans le cadre de la communauté de communes des Coteaux du Girou, (SITROM), et du syndicat de traitement DECOSET.
La déchèterie la plus proche se situe dans la commune de Garidech.

## Économie

### Revenus
En 2018  (données Insee publiées en septembre 2021), la commune compte 1 044 ménages fiscaux, regroupant 2 511 personnes. La médiane du revenu disponible par unité de consommation est de 27 240 € (23 140 € dans le département). 67 % des ménages fiscaux sont imposés (55,3 % dans le département).

### Emploi
|                | 2008  | 2013  | 2018  |
| -------------- | ----- | ----- | ----- |
| Commune        | 5,3 % | 4,6 % | 7,6 % |
| Département    | 7,7 % | 9,6 % | 9,3 % |
| France entière | 8,3 % | 10 %  | 10 %  |

En 2018, la population âgée de 15 à 64 ans s'élève à 1 524 personnes, parmi lesquelles on compte 78,3 % d'actifs (70,7 % ayant un emploi et 7,6 % de chômeurs) et 21,7 % d'inactifs,. Depuis 2008, le taux de chômage communal (au sens du recensement) des 15-64 ans est inférieur à celui de la France et du département.
La commune fait partie de la couronne de l'aire d'attraction de Toulouse, du fait qu'au moins 15 % des actifs travaillent dans le pôle,. Elle compte 292 emplois en 2018, contre 251 en 2013 et 194 en 2008. Le nombre d'actifs ayant un emploi résidant dans la commune est de 1 095, soit un indicateur de concentration d'emploi de 26,7 % et un taux d'activité parmi les 15 ans ou plus de 59,3 %.
Sur ces 1 095 actifs de 15 ans ou plus ayant un emploi, 143 travaillent dans la commune, soit 13 % des habitants. Pour se rendre au travail, 85,3 % des habitants utilisent un véhicule personnel ou de fonction à quatre roues, 7,1 % les transports en commun, 5,2 % s'y rendent en deux-roues, à vélo ou à pied et 2,4 % n'ont pas besoin de transport (travail au domicile).

### Activités hors agriculture

#### Secteurs d'activités
160 établissements sont implantés  à Saint-Geniès-Bellevue au 31 décembre 2019. Le tableau ci-dessous en détaille le nombre par secteur d'activité et compare les ratios avec ceux du département,.
| Secteur d'activité                                                                                        | Commune | Commune | Département |
| Secteur d'activité                                                                                        | Nombre  | %       | %           |
| --- | ------- | ------- | ----------- |
| Ensemble                                                                                                  | 160     | 100 %   | (100 %)     |
| Industrie manufacturière, industries extractives et autres                                                | 9       | 5,6 %   | (5,7 %)     |
| Construction                                                                                              | 23      | 14,4 %  | (12 %)      |
| Commerce de gros et de détail, transports, hébergement et restauration                                    | 30      | 18,8 %  | (25,9 %)    |
| Information et communication                                                                              | 8       | 5 %     | (4,1 %)     |
| Activités financières et d'assurance                                                                      | 7       | 4,4 %   | (3,8 %)     |
| Activités immobilières                                                                                    | 10      | 6,3 %   | (4,2 %)     |
| Activités spécialisées, scientifiques et techniques et activités de services administratifs et de soutien | 33      | 20,6 %  | (19,8 %)    |
| Administration publique, enseignement, santé humaine et action sociale                                    | 27      | 16,9 %  | (16,6 %)    |
| Autres activités de services                                                                              | 13      | 8,1 %   | (7,9 %)     |

Le secteur des activités spécialisées, scientifiques et techniques et des activités de services administratifs et de soutien est prépondérant dans la commune puisqu'il représente 20,6 % du nombre total d'établissements de la commune (33 sur les 160 entreprises implantées  à Saint-Geniès-Bellevue), contre 19,8 % au niveau départemental.

#### Entreprises et commerces
Les cinq entreprises ayant leur siège social sur le territoire communal qui génèrent le plus de chiffre d'affaires en 2020 sont : 
- A2M, travaux de peinture et vitrerie (209 k€) ;
- SARL Regis Electricite Generale, travaux d'installation électrique dans tous locaux (131 k€) ;
- Volets Services Toulouse, travaux de menuiserie métallique et serrurerie (119 k€) ;
- Les Petits Cœurs, location de terrains et d'autres biens immobiliers (27 k€) ;
- S Z, transports de voyageurs par taxis (23 k€).

### Agriculture
|               | 1988 | 2000 | 2010 | 2020 |
| ------------- | ---- | ---- | ---- | ---- |
| Exploitations | 15   | 7    | 4    | 2    |
| SAU (ha)      | 193  | 70   | 56   | 32   |

La commune est dans le Lauragais, une petite région agricole occupant le nord-est du département de la Haute-Garonne, dont les coteaux portent des grandes cultures en sec avec une dominante blé dur et tournesol. En 2020, l'orientation technico-économique de l'agriculture  dans la commune est la culture de fleurs et/ou horticulture diverse. Deux exploitations agricoles ayant leur siège dans la commune sont dénombrées lors du recensement agricole de 2020 (15 en 1988). La superficie agricole utilisée est de 32 ha,,.

## Culture locale et patrimoine

### Lieux et monuments
- Monument aux morts
- Château de Saint-Geniès du XVIe siècle par Nicolas Bachelier.
- L'église Saint-Génies avec un clocher-mur.

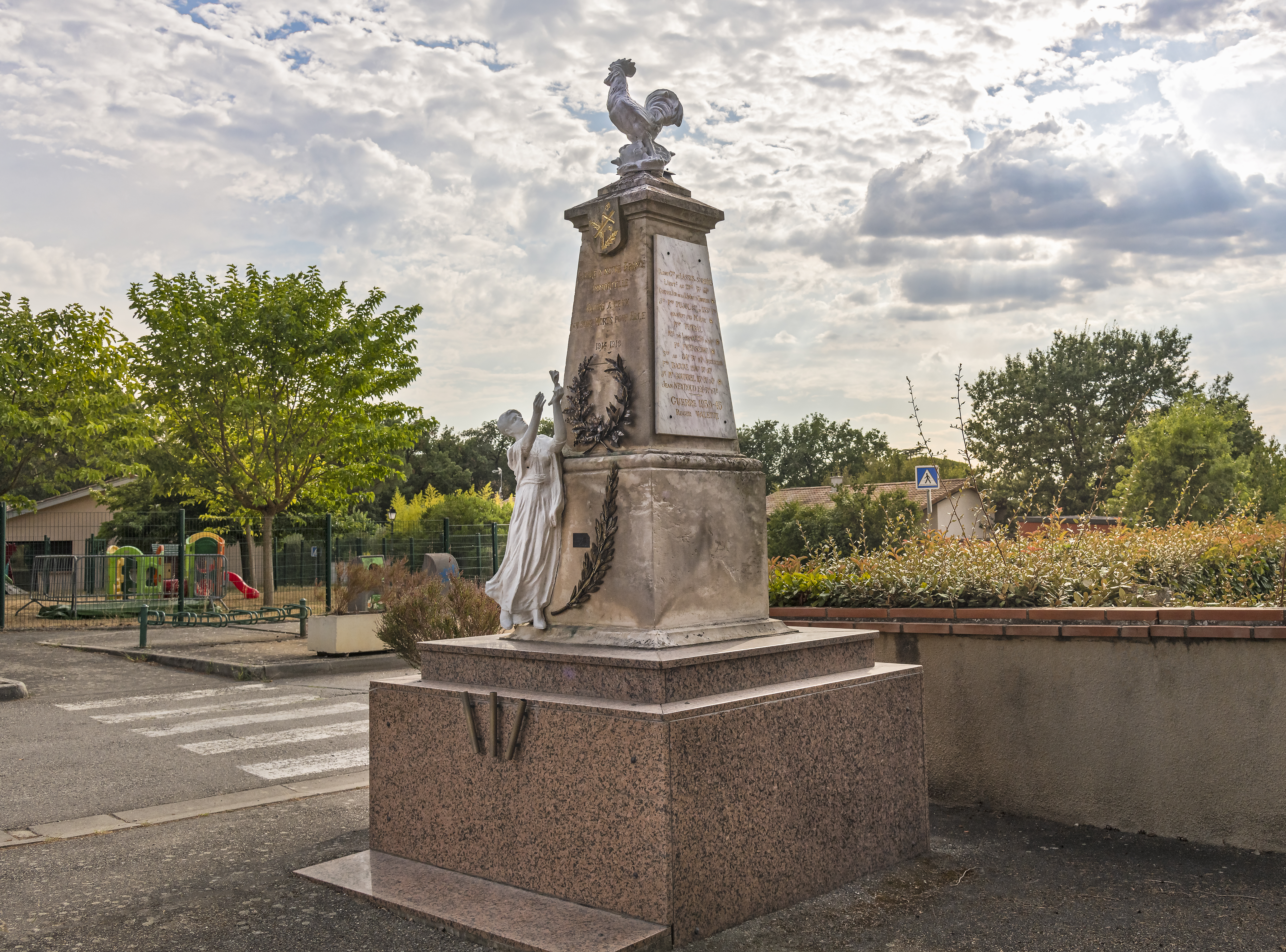
Le monument aux morts.
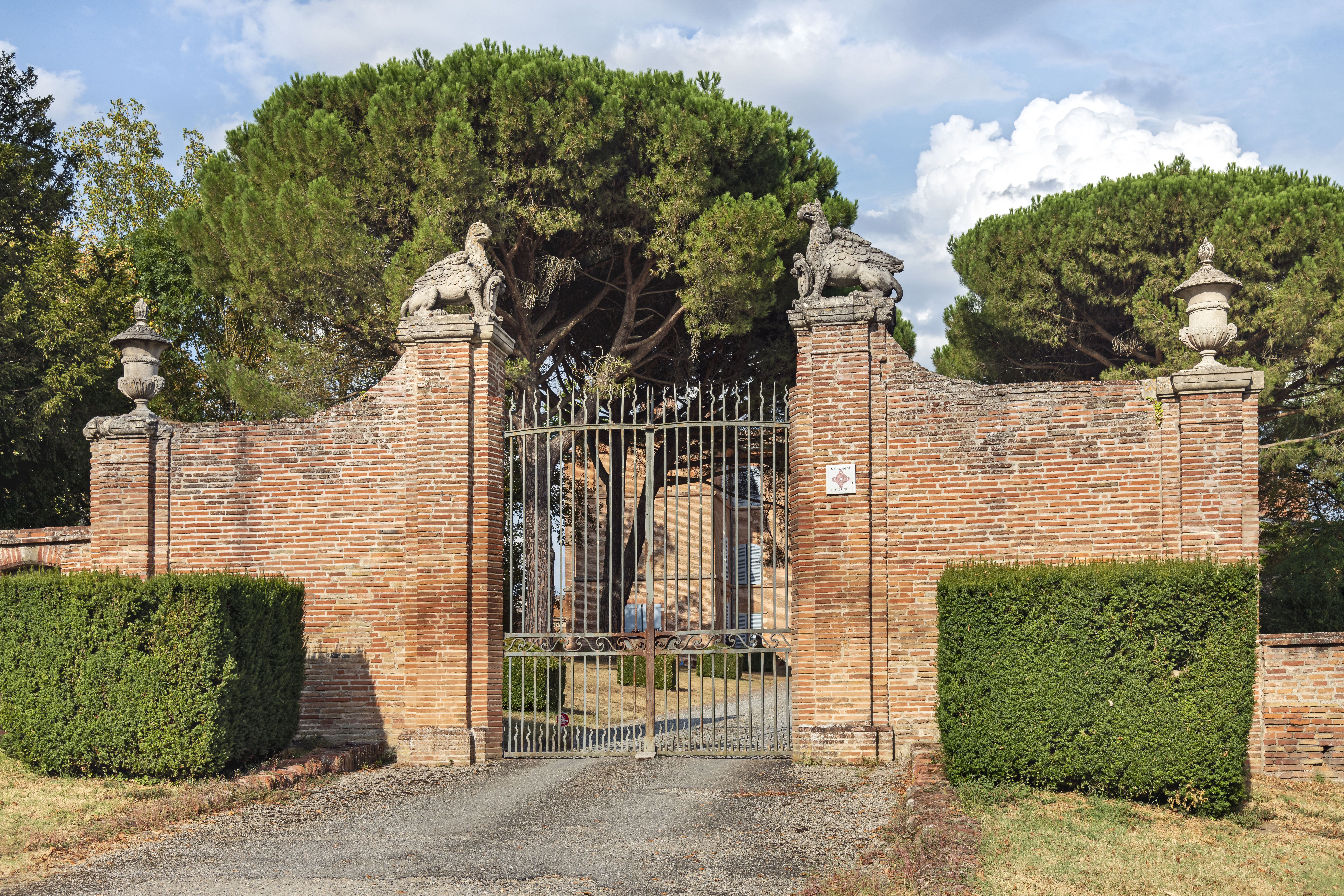
Portail du château de Saint-Genies Bellevue.
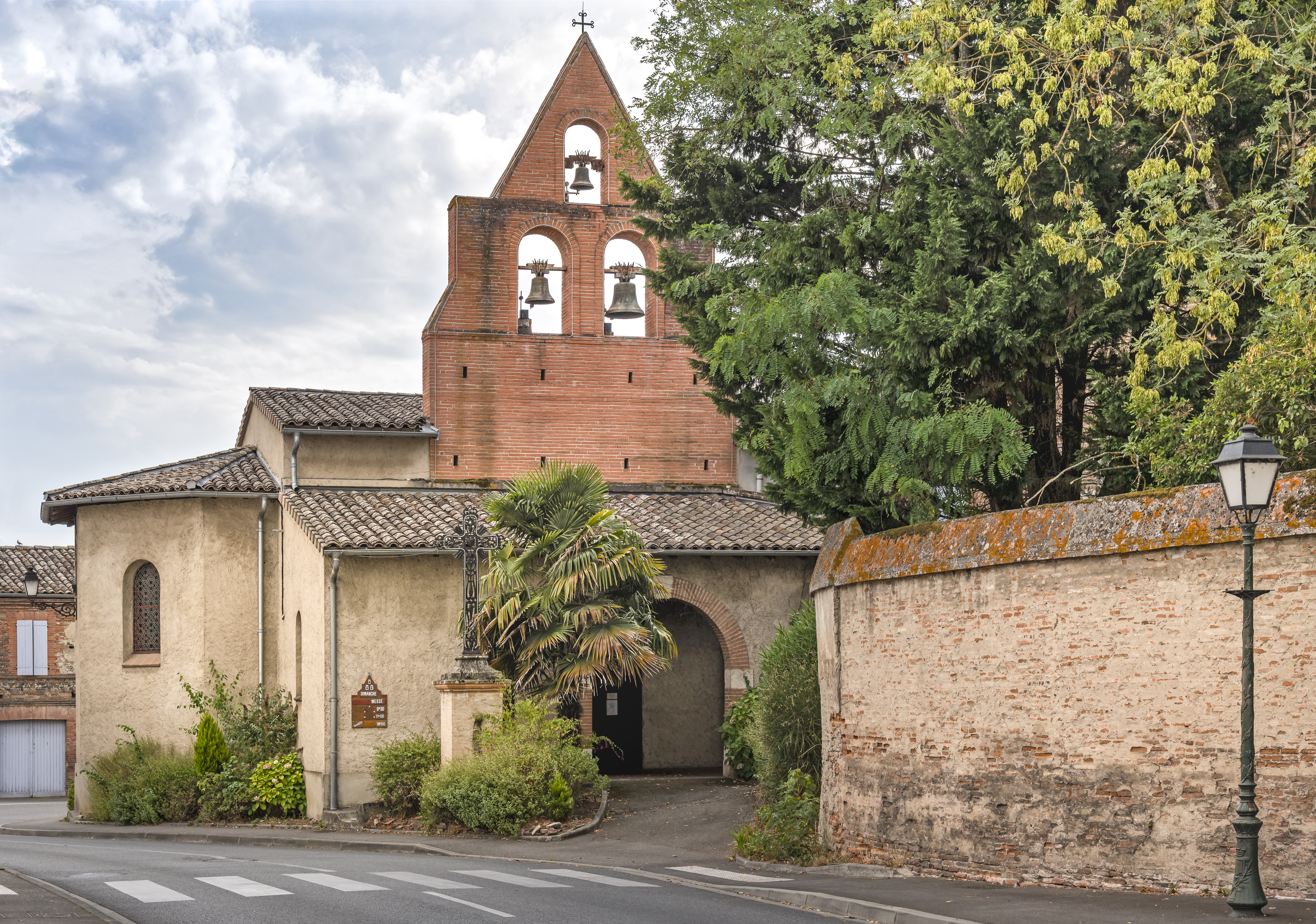
L'église Saint-Geniès.

### Personnalités liées à la commune
- Famille de Lassus Saint-Geniès;
- Patrice Alègre

## Pour approfondir